# Luftburna styrkor

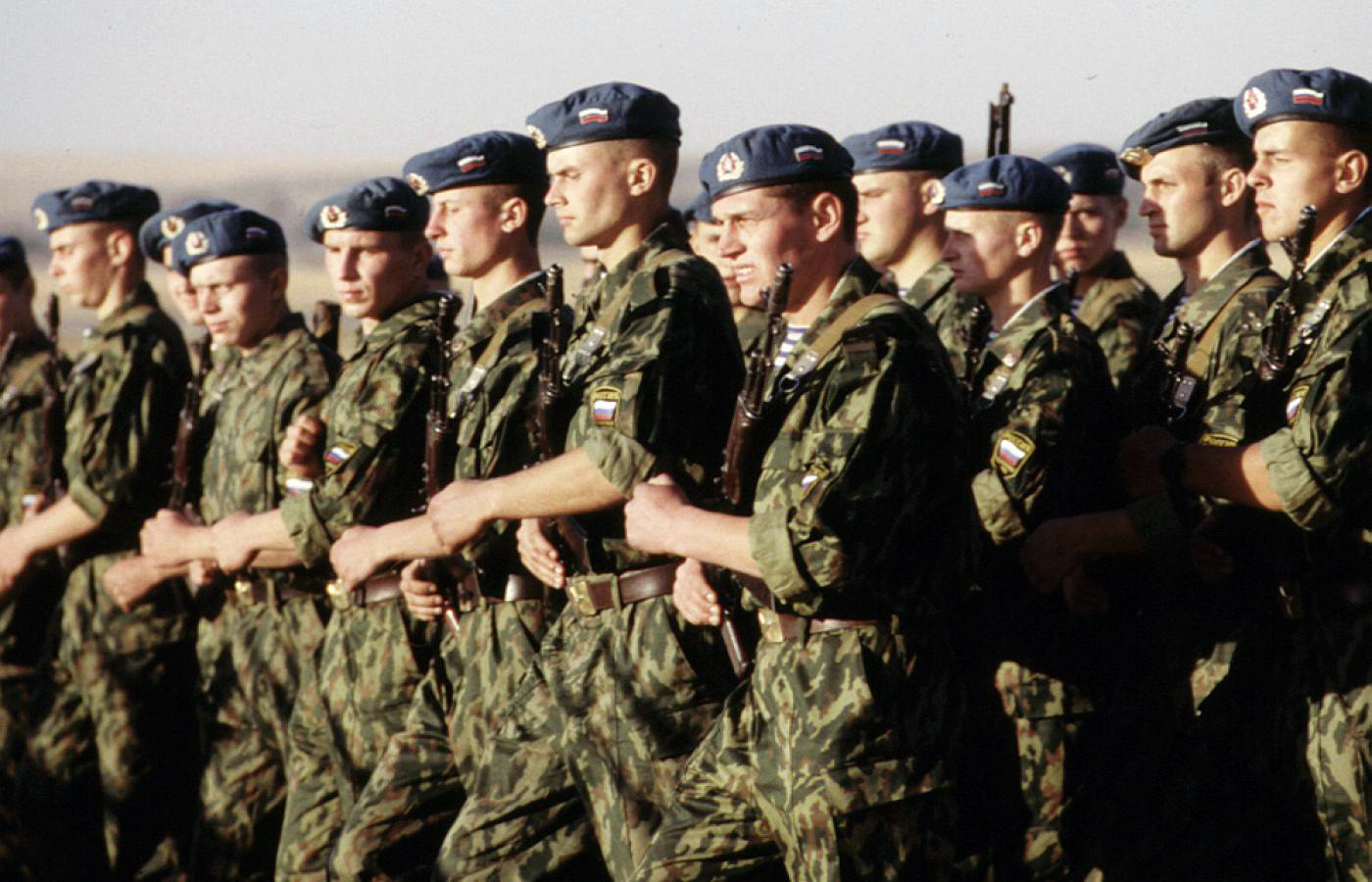
Rysslands luftburna styrkor under träning i Kazachstan

Luftburna styrkor är ett truppslag inom armén, ofta lätt infanteri, som kan sättas in i strid genom att släppas från flygplan. De är ofta en del inom flygvapnet eller markstridskrafterna, medan de i vissa länder är ett helt eget truppslag. Deras uppgift är ofta att utföra uppdrag bakom fienden linjer eller att snabbt erövra strategiska punkter.

## Exempel på luftburna styrkor
- XVIII Airborne Corps (USA:s armé)
- Rysslands luftanfallstyrkor